# Amo del Orden
El Amo del Orden, originalmente Master Order en inglés, es un personaje ficticio y entidad cósmica que aparece en el universo de Marvel Comics. Su primera aparición fue en Marvel Two-in-One #2 (1977); fue creado por Jim Starlin.
Amo del Orden es el opuesto del Señor del Caos, estando Ambas fuerzas están estrechamente ligadas. ninguna de las dos intenta sobreponerse la una a la otra, ya que de ser así, el Universo sucumbiría a la Entropía. Pueden manejar los acontecimientos del cosmos, entre los que se encuentran otorgar poderes a Spider-Man para mantener el equilibrio cósmico.

## Biografía
El Amo del Orden es una entidad cósmica, al igual que Infinito o el Señor del Caos, que carece de representación física debido al concepto abstracto que representa. Esta entidad cósmica, de origen desconocido, personifica el principio de orden, inmutabilidad y uniformidad. La primera aparición de esta entidad cósmica, junto a su "hermano", el Señor del Caos, tuvo lugar durante el final de la guerra que enfrentó a los héroes terrestres, los Vengadores, contra Thanos. El titán loco, adorador de la Muerte, buscaba la destrucción de los seres vivos del Universo como ofrenda a su amada, y por ello intentó en dos ocasiones acabar con toda vida en el Universo. El primer intento fue abortado por los Vengadores y sus aliados, aunque el coste fue la muerte de Adam Warlock.
Tras fracasar su plan, Thanos lanzó un contraataque que le permitió capturar a sus enemigos, lo que le dejaba manos libres para seguir sus planes. El Señor del Caos y el Amo del Orden, influyeron en los sueños de otro héroe terrestre, Spider-Man, para que acudiera al espacio para unirse a la guerra contra Thanos. Spiderman, tras recurrir a la ayuda y los recursos de la Cosa, de los 4 Fantásticos, marchó al espacio, y ambos lucharon con Thanos. La Cosa fue derrotada, pero Spiderman logró huir e internarse en la nave de Thanos. Influenciado por el Amo del Orden, Spiderman logró liberar el alma de Warlock de la gema Alma, lo que permitió a este unirse a la batalla final contra el Titán loco, acabando con su vida.
La extensión del poder del Señor del Caos es desconocida, así como su ámbito de influencia. Al parecer, la intención del Amo del Orden, y su "hermano", el Señor del Caos, es mantener un equilibrio en la balanza entre ambos. Al parecer, de acuerdo con la física, la energía y la materia en el Universo, sucumbirían a la entropía si el Señor del Caos dominara sobre el Amo del Orden. El poder del Amo del Orden no ha podido ser mesurado, se le pone en el mismo nivel que entidades como Kronos, la Muerte o el Intermediador. Junto a varios de estas entidades cósmicas, conspiraron cuando un poder mayor que el suyo, en la figura del Todopoderoso (más tarde conocido como Kubik) se manifestó en nuestro Universo. Cuando Kubik, en su afán de explorar la sensación de deseo que experimentaba el ser humano, acabó con la Muerte, el Amo del Orden se reunió a otras entidades, para intentar "persuadir" al Todopoderoso de que devolviera la Muerte a este Universo, solo la intervención del Hombre Molécula, amigo del Todopoderoso, acabó convenciéndole.
Tras la desaparición de Kubik, una vieja amenaza en la figura de Thanos, volvió a amenazar al Universo. El Titán, tras ser resucitado por la Muerte, logró hacerse con el control del Guantelete del Infinito, obteniendo un poder casi ilimitado. El Señor del Caos, el Amo del Orden, la Muerte, los Celestiales y otros seres cósmicos, se enfrentaron a Thanos, pero fueron derrotados por este, y cuando Nebula le arrebató el Guantelete, de nuevo el Señor del Caos y sus compañeros volvieron al ataque, pero solo la intervención de los héroes terrestres salvó al Universo. La crisis acabó cuando Warlock se hizo con el control del Guantelete, pero el Señor del Caos y el Amo del Orden, pese a haber apoyado a Warlock en su lucha contra Thanos desde el principio, se unieron a sus camaradas cósmicos, para obligar a Warlock a renunciar a la divinidad.
El Amo del Orden siguió interviniendo en diferentes acontecimientos de talla cósmica, como cuando intervino para parar la lucha entre Estela Plateada y el Intermediador, o cuando acudió al funeral por Eón, otra entidad cósmica.
Cuando Thanos absorbió el poder del Corazón del Universo una omnipoderosa fuente de poder adorada por la Orden Celestial, el Amo del Orden y el Señor del Caos formaron parte de la entidades cósmicas que intentaron frenar la omniscencia de Thanos. Cuando no pudieron obligar a Thanos que renunciara a su poder, las entidades cósmicas lo atacaron causando un cataclismo universal que desencadenó la destrucción de Universo. Más tarde, Warlock convenció a Thanos para que restaurara el Universo.

## Poderes y habilidades
El Amo del Orden es un ser abstracto que encarna el concepto metafísico del orden; como tal, no tiene forma física, aunque en ocasiones se ha manifestado como una imagen de una cabeza calva masculina incorpórea.
Se ha dado a entender que el Amo del Orden, y su contraparte, el Señor del Caos, tienen amplios poderes que utilizan para manipular los eventos dentro de su esfera de influencia de maneras sutiles. Se sabe que, a través de algún proceso aún desconocido, el Señor del Caos y el Amo del Orden trabajaron juntos para crear el ser metafísico conocido como el Intermediador.
Thanos con el Guantelete del Infinito ha clasificado la escala de poder del Amo del Orden como superior a la de Galactus, pero por debajo del de Eternidad.